# IC 543
IC 543 је ознака објекта на координатама са ректансцензијом 9h 31m 9,0s и деклинацијом - 14° 46" 24'. Открио га је Гијом Бигурдан, 1888. године. Каснијим посматрањима на том положају није уочен никакав астрономски објекат.